# 대한민국 형사소송법 제116조
대한민국 형사소송법 제116조는 주의사항에 대한 형사소송법의 조문이다.

## 조문
제116조(주의사항) 압수·수색영장의 집행에 있어서는 타인의 비밀을 보지하여야 하며 처분받은 자의 명예를 해하지 아니하도록 주의하여야 한다.

第116條(注意事項) 押收·搜索令狀의 執行에 있어서는 他人의 秘密을 保持하여야 하며 處分받은 者의 名譽를 害하지 아니하도록 注意하여야 한다.

## 참고 문헌
- 손동권 신이철, 새로운 형사소송법(초판, 2013), 세창, 2013. ISBN 9788984114081

## 같이 보기
- 압수